# 華倫路站
華倫路站（英語：Warren Road station）是巴爾的摩輕軌的車站之一，在1997年輕軌延伸至亨特谷站時開始營運。本站位於華倫路（馬里蘭州道943號）上，因而得名。
本站有370個停車位供通勤旅客使用。
馬里蘭交通管理局9號線巴士行經本站。

## 外部連結
- Schedules